# Catasigerpes camerunensis
Catasigerpes camerunensis es una especie de mantis de la familia Hymenopodidae.

## Distribución geográfica
Se encuentra en Costa de Marfil, Gabón, Ghana y  Camerún.